# Diphylla ecaudata
Diphylla ecaudata es una especie de murciélago de la familia de los filostómidos. Se alimentan principalmente de sangre de aves silvestres, pero también puede alimentarse tanto de aves domesticas como de humanos. Es la única especie dentro del género género Diphylla. Es una de las tres especies de murciélagos vampiros existentes en la actualidad.

## Taxonomía y etimología
Fue descrito por el biólogo alemán Johann Baptist von Spix en 1823. Spix encontró la especie por primera vez en Brasil, y acuñó el nombre del género Diphylla (del latín dis 'doble' y phyllon 'hoja') y el epíteto específico ecaudata (del latín e 'sin' y caudatus 'cola').
Las dos subespecies reconocidas son:
- D. e. centralis se encuentra desde el oeste de Panamá hasta México. Se observó un solo espécimen en un túnel ferroviario abandonado cerca de Comstock, condado de Val Verde, Texas, en 1967, muy fuera del rango reconocido del taxón.

- D. e. ecaudata se encuentra desde Brasil y el este de Perú hasta el este de Panamá.

## Características
Este murciélago es de color gris-marrón y gris dorsalmente por debajo. Cabeza y el cuerpo 6,9-8,2 cm de longitud; antebrazo de 4,9 a 5,6 cm, peso de 18 a 33 g. Carecen de cola. Patas dorsalmente peludas, de donde deriva su nombre.
Fórmula dentaria
(Incisivos=2/2 Caninos=1/1 PM=1/2 M=2/2) X 2 = 26 dientes 

## Hábitat y comportamiento
Bosques bajos caducifolios y perennes; perchan en pequeñas colonias en cuevas y minas.

## Distribución
En los Estados Unidos al sur de Texas y al este de México, Venezuela, Perú y Brasil oriental.

## Alimentación
Sangre de aves silvestres y raramente de mamíferos.